# Alphonse Allais
Alphonse Allais (Honfleur, 20 ottobre 1854 – Parigi, 28 ottobre 1905) è stato uno scrittore e umorista francese.

## Biografia
Nato a Honfleur nel 1854, dopo essere stato biologo e farmacista, Alphonse Allais divenne giornalista e umorista.
Morì per un'embolia polmonare. Di lui ci resta l'immagine di un uomo dallo humour acido e di uno specialista della teoria dell'assurdo.

## Attività letteraria
Compose numerose novelle fantasiose, monologhi, scherzi. Poeta oltre che umorista, coltivò tra l'altro la poesia olorima, cioè costituita da versi interamente omofoni, nei quali la rima è costituita dalla totalità del verso. Esempi:
« Par les bois du djinn où s'entasse de l'effroi,
Parle et bois du gin ou cent tasses de lait froid. »
« Alphonse Allais de l'âme erre et se f... à l'eau.
Ah! l'fond salé de la mer! Hé! Ce fou! Hallo. »
Seppe prendere in giro se stesso nel verso seguente:
« Ah! Vois au pont du Loing: de là vogue en mer Dante.
Hâve oiseau pondu loin de la vogue ennuyeuse »
seguita dal seguente commento in calce alla pagina: La rima non è molto ricca, ma preferisco questa che cadere nella trivialità.
La sua arte di allungare il brodo dei suoi scritti era proverbiale. Tuttavia, è vero che anche questo lo faceva con spirito.

### Personaggi
Alcuni personaggi ritornano in maniera ricorrente nel mondo di Alphonse Allais:
- Captain Cap (vero nome: Albert Capeyron), personaggio dal parlar schietto («La burocrazia è come i microbi: non si discute con i microbi. Li si uccide!»), la cui apparizione è il pretesto per fornire ricette di cocktail.
- Francisque Sarcey, critico letterario della famiglia dell'autore, spesso citato nei contesti più strambi (la «vittima» non se ne offendeva, anzi era lusingato di essere citato da uno scrittore così spiritoso. Giacché un altro autore gli copiò questo procedimento, egli ci tenne a precisare: Due persone soltanto hanno il diritto, a Parigi, di firmare Francisque Sarcey: prima di tutto io, e poi Francisque Sarcey).
- L'economista Paul Leroy-Beaulieu, adepto del protezionismo, del quale Alphonse Allais ridicolizzò le tesi in varie novelle dando l'impressione di lodarle.
- Non si privò neanche di mettere in scena François Coppée, Loïe Fuller, Liane de Pougy, Cléo de Mérode, Paul Déroulède e altre glorie della Belle époque.

## Intitolazioni
L'association des authentiques amis d'Alphonse Allais (AAAAA) è un'organizzazione che raggruppa persone amanti dello humour di Alphonse Allais. La sua sede è al Petit Musée d'Alphonse, a Honfleur.

## Influenza culturale
Nel luglio 2005 il Primo ministro francese Dominique de Villepin utilizzò durante una conferenza stampa l'espressione «patriottismo economico». Si può attribuire la paternità di questa espressione ad Alphonse Allais, che la impiegò in una novella pubblicata in «Deux et deux font cinq». Patriottismo economico. Lettera a Paul Déroulède. Beninteso, egli prende in giro allegramente le tesi del patriottardo.

## Opere
(elenco parziale)
- À se tordre, 1891
- Vive la vie!, 1892
- Pas de bile!, 1893
- Le parapluie de l'escouade, 1894
- Deux et deux font cinq, 1895
- On n'est pas des bœufs, 1896
- Amours, délices et orgues, 1898

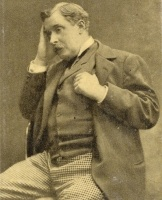
Alphonse Allais: «Gran Ecrivan»

- L'affaire Blaireau (romanzo), 1899
- Ne nous frappons pas, 1900

Chiamò una sua opera Le parapluie de l'escouade per due ragioni: non c'era traccia di ombrelli (parapluie) in alcun caso, e la questione del drappello (escouade), unità di combattimento tanto importante, non era evocata in alcun momento (Boris Vian tenne a mente la lezione per il suo titolo L'automne à Pékin). Poiché alcuni lettori scorbutici protestarono, egli intitolò il suo volume seguente Pour cause de fin de bail giustificando l'opportunità del titolo con il fatto che il suo locatore (bailleur) gli notificava lo sfratto alla fine del mese.